# پاپلی وسطی
پاپلی وسطی، روستایی از توابع بخش مرکزی شهرستان بوئین‌زهرا در استان قزوین ایران است.

## جمعیت
این روستا در دهستان زهرای بالا قرار دارد و براساس سرشماری مرکز آمار ایران در سال ۱۳۸۵، جمعیت آن ۱۳۴ نفر (۳۸خانوار) بوده است.

## اقتصاد
بیشتر جمعیت روستا مشغول به کار باغبانی پسته می‌باشند